# Afrephialtes gibberosus
Afrephialtes gibberosus là một loài tò vò trong họ Ichneumonidae.